# Träsksjön, Östergötland
Träsksjön är en sjö i Norrköpings kommun i Östergötland och ingår i Motala ström-Söderköpingsåns kustområde.